# Comboios de Portugal
Comboios de Portugal E.P.E. ( [kum'bɔjuʃ də purtu'gał], česky doslova „vlaky Portugalska“ (VKM: CP) je dominantní, veřejný osobní železniční dopravce v Portugalsku. Společnost vznikla v roce 1951 pod názvem Caminhos de Ferro Portugueses, současný název používá od 16. dubna 2009, kdy došlo k transformaci původního podniku.
CP provozují železniční dopravu na cca 2600 km tratí širokého „iberského“ rozchodu kolejí, které jsou přibližně z poloviny elektrifikovány, a na 188 km úzkorozchodných drah. Páteří je severojižní magistrála Braga – Porto – Coimbra – Lisabon – Algarve, kde jsou provozovány vysokorychlostní spoje Alfa Pendular. Vlaky InterCity obsluhují také odbočky do Guimarães, Guardy/Castelo Branco, Évory a Beje.
Hojně využívány jsou městské a příměstské spoje v aglomeracích měst Lisabon a Porto. Regionální doprava byla na počátku 21. století o něco dostupnější než v sousedním Španělsku, avšak zejména v Alenteju byla drasticky zredukována; oproti střední Evropě má celkově menší význam.
V roce 2007 přepravily CP 135,7 milionu cestujících a obsadily tak desátou příčku v EU (po 9. Českých drahách); V roce 2013, po redukcích a ekonomické krizi, bylo přepravených cestujících 107,2 milionu.
Nízké výkony dceřiné společnosti CP Carga – Logística e Transportes Ferroviários de Mercadorias S.A. provozující nákladní dopravu (9,3 milionů tun ročně) jsou spoluurčeny periferní geografickou polohou Portugalska. Okrajová je i osobní mezinárodní doprava (2 spoje do Viga, od roku 2012 jen jeden spoj do Madridu/Irunu).